# レモンタルト
レモンタルト（英語: Lemon tart）あるいはタルト・シトロン（フランス語: tarte au citron）とは、洋菓子であるタルトの一種。 パイ生地の外側にレモン風味の餡が入っている。
イギリスでは、レモンタルトは焼いたレモンカスタード（通常は卵、砂糖、レモン汁、クリームからなる）を入れたペストリーケース（フルート型のタルト型で作られることが多い）でできている。通常、カスタードを加える前にブラインドベーキングを行う。盛り付ける前にアイシングシュガーをまぶすこともある。
あるいは、レモン風味の餡を鍋で煮てから、焼いたペストリーケースに加えることもできる。

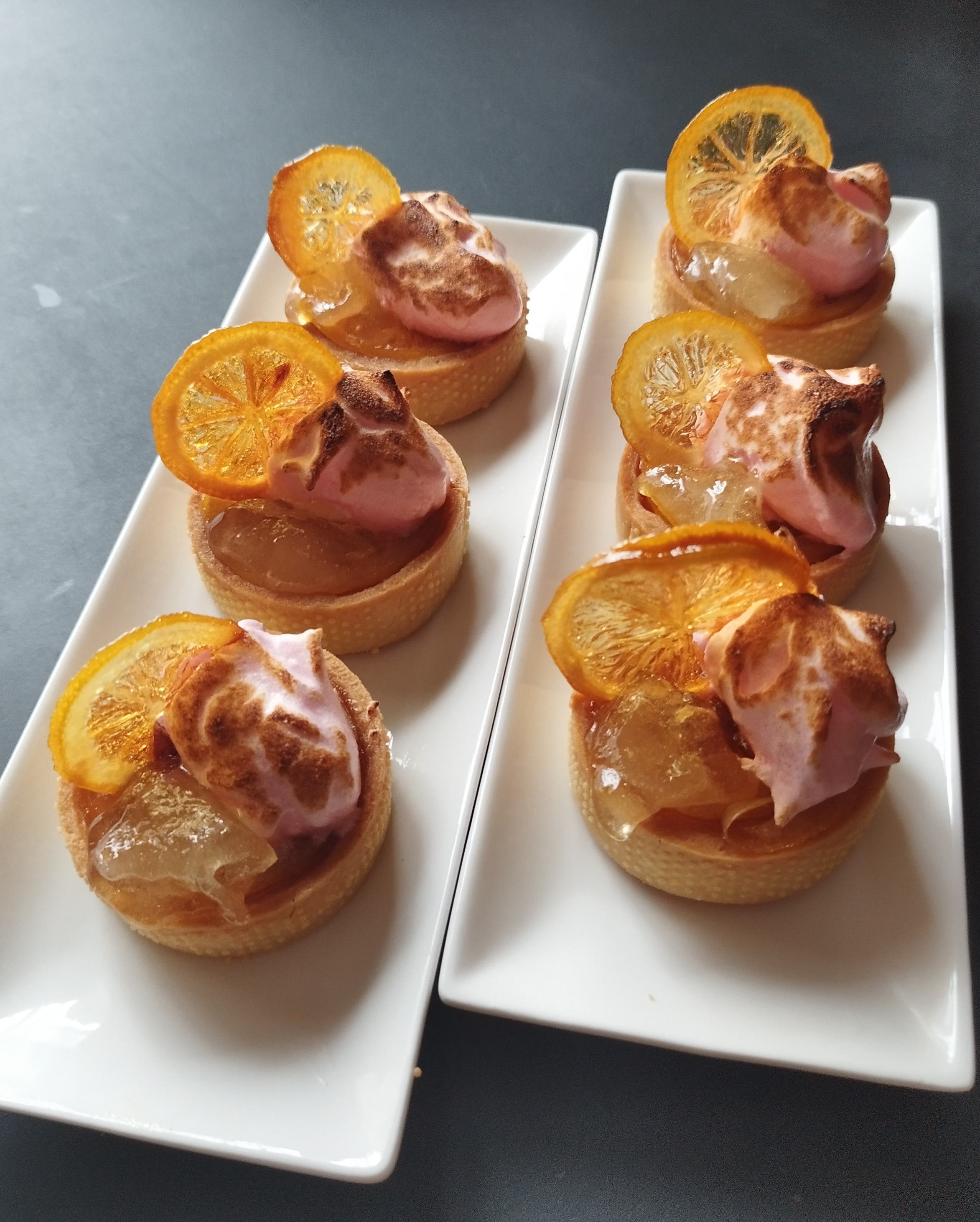
メレンゲを乗せたレモンタルト（tarte citron）

## 類似の菓子
レモンタルトに非常に類似した菓子の一つに、シェーカーレモンパイがある。通常、デザートとして供されるシェーカーレモンパイは、ショートクラスト生地で作られたパイ生地にレモンカスタードを詰めたものである。レモンパイは底のパイ生地で作られる。
シェイカーレモンパイと区別されるのはレモンメレンゲパイで、後者は上皮がない代わりにメレンゲが上にのっている。